# Shock Wave (filme)
Shock Wave (Onda de Choque), é um futuro filme honconguês de gênero ação, escrito e dirigido por Herman Yau, estrelado por Andy Lau. O filme está previsto para ser lançado em abril de 2017, como a terceira produção de Herman e Andi, seguindo Don't Fool Me (1991) e Fascination Amour (1999).

## Elenco
- Andy Lau, como Cheung Choi-san (章在山)
- Jiang Wu, como Hung Kai-pang (洪繼鵬)
- Song Jia
- Philip Keung
- Felix Wong
- Shek Sau
- Ron Ng
- Louis Cheung
- Babyjohn Choi
- Kevin Chu[3]